# Международна олимпиада по физика
Международната олимпиада по физика (IPhO) е ежегодно състезание по физика за ученици от средните училища. Тя е една от международните научни олимпиади. Първата олимпиада се провежда във Варшава, Полша през 1967 г. Олимпиадата възниква най-напред сред социалистическите страни. В първата олимпиада участват пет страни - България, Унгария, Полша, Румъния и Чехословакия. Във втората, проведена в Будапеща, се включват 3 нови страни - ГДР, СССР и Югославия. В шестата олимпиада по физика, проведена в София, България, през 1971 г. за първи път участва неевропейска страна, Куба, и първата западна държава - Франция.
Всяка национална делегация се състои от най-много пет участника плюс двама ръководители, избрани на национално ниво. Наблюдатели също могат да съпътстват даден национален отбор. Учениците се състезават потделно и трябва да покажат знания в теоретични и лабораторни изследвания. Раздават се златни, сребрни, бронзови медали и почетно споменаване.
Теоретичният изпит е с продължителност 5 часа и се състои от три въпроса. Обикновено тези въпроси включват повече от една част. Практическият изпит може да се състои от едно или две лабораторни упражнения/изследвания с продължителност пет часа.
България взима участие във всички олимпиади и донася много златни, сребърни и бронзови медали.